# 1345
- Wikisource

| Calendário gregoriano                                                        | 1345 MCCCXLV                                          |
| Ab urbe condita                                                              | 2098                                                  |
| Calendário arménio                                                           | 794 – 795                                             |
| Calendário bahá'í                                                            | -499 – -498                                           |
| Calendário budista                                                           | 1889                                                  |
| Calendário chinês                                                            | 4041 – 4042 Início a 3 de fevereiro (aproximadamente) |
| Calendário copta                                                             | 1061 – 1062                                           |
| Calendário etíope                                                            | 1337 – 1338                                           |
| Calendários hindus - Vikram Samvat - Calendário nacional indiano - Cáli Iuga | 1400 – 1401 1266 – 1267 4445 – 4446                   |
| Calendário Holoceno                                                          | 11345                                                 |
| Calendário islâmico                                                          | 746 – 747                                             |
| Calendário judaico                                                           | 5105 – 5106                                           |
| Calendário persa                                                             | 723 – 724                                             |
| Calendário rúnico                                                            | 1595                                                  |
| Calendário solar tailandês                                                   | 1888                                                  |

1345 (MCCCXLV, na numeração romana) foi um ano comum do século XIV do Calendário Juliano, da Era de Cristo, a sua letra dominical foi B (52 semanas), teve início a um sábado e terminou também a um sábado.
No reino de Portugal estava em vigor a Era de César que já contava 1383 anos.
| Ano completo                   |
| ------------------------------ |
| Ano comum com início ao sábado |

## Eventos
- João V, o Conquistador sucede a João IV de Montfort no governo do Ducado da Bretanha.

## Nascimentos
- 31 de Outubro - Rei Fernando de Portugal.

## Mortes
- 13 de Novembro - Constança Manuel, esposa do rei D. Pedro I de Portugal (n. c. 1318).